# ليوبودراغ ميلوشيفيتش
ليوبودراغ ميلوشيفيتش هو لاعب كرة قدم ومدرب كرة قدم شمال مقدوني في مركز الدفاع، ولد في 12 نوفمبر 1969 في جمهورية يوغوسلافيا الاشتراكية الاتحادية. شارك مع منتخب مقدونيا الشمالية لكرة القدم. أما مع النوادي، فقد لعب مع رادنيتشكي نيش ونادي سيليكس.

## وصلات خارجية
- ليوبودراغ ميلوشيفيتش على موقع الاتحاد الدولي (مؤرشف)  (الإنجليزية)
- ليوبودراغ ميلوشيفيتش على موقع قاعدة بيانات كرة القدم.إي يو (الإنجليزية)
- ليوبودراغ ميلوشيفيتش على موقع ناشيونال فوتبول تيمز (الإنجليزية)